# Extracție (chimie)

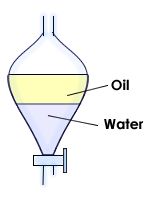
Extracție lichid-lichid (ulei și apă)

Extracția este o metodă de separare importantă în chimia organică, ce constă în separarea unuia sau mai multor componenți ai unei faze prin transferarea lor într-o fază lichidă, nemiscibilă (sau parțial miscibilă), care este adusă în contact cu prima formând un lichid multifazic. Solventul trebuie să fie ales pentru a fi adecvat procesului. De exemplu, iodul dintr-o soluție apoasă de iod poate fi separat cu ajutorul unui solvent selectiv, precum benzenul, cloroformul sau eterul etilic.

## Tipuri
Poate fi extracție lichid-lichid, extracție gaz-lichid sau extracție în fază solidă (solid-lichid). Extracția de tipul solid-lichid se face cu ajutorul unui extractor Soxhlet.
Extracția lichid-lichid se realizează în scopul separării sau concentrării unor componenți din faza inițială, numită fază de extras. Solventul formează cu componenții faza extractoare. După realizarea extracției, faza care a preluat componenții se numește extract, iar faza rămasă se numește rafinat.